# АБ Аргир
АБ Аргир (на фарьорски: Argja Bóltfelag) е футболен отбор от Фарьорски острови. Клубът е базиран в Аргир, Фарьорски острови. Тимът играе на най-високото ниво на футбола на Фарьорските острови.

## История
Основан на 15 август 1973 година. Домакинските си мачове играе на стадион „Сканси Арена“ с капацитет 2000 места.
Най-големият му успех е 6-о място през 2009 година.
През 2006 и 2008 години „АБ Аргир“ заема второто място в първа дивизия и получава правото да играе в Премиер лигата, но не остава в нея задълго и се завръща обратно в първа дивизия.
В състава на клуба има също и женски отбор, който е вицешампион на страната през 2006, 2008, 2009 години и носител на купата през 2009 година.

## Успехи
- Формуладейлдин: (Висша лига)
  - 6-о място (1): 2009
- Първа лига:
  -  Победител (1): 2017
- Втора лига:
  -  Победител (1): 2002